# مارك دودغ
مارك دودغ (بالإنجليزية: Mark Dodge)‏ هو لاعب كرة قدم أمريكية أمريكي، ولد في 31 ديسمبر 1980.

## روابط خارجية
- مارك دودغ على موقع كلية كرة القدم في سبورتس رفرنس.كوم (الإنجليزية)